# Chijubampo
Chijubampo är en ort i Mexiko.   Den ligger i kommunen Huatabampo och delstaten Sonora, i den västra delen av landet, 1 400 km nordväst om huvudstaden Mexico City. Chijubampo ligger 9 meter över havet och antalet invånare är 165.
Terrängen runt Chijubampo är mycket platt. Runt Chijubampo är det ganska tätbefolkat, med 67 invånare per kvadratkilometer. Närmaste större samhälle är Huatabampo, 4,7 km norr om Chijubampo. Trakten runt Chijubampo består till största delen av jordbruksmark.